# 783

783(칠백팔십삼)은 782보다 크고 784보다 작은 자연수다.

## 수학
- 합성수로, 그 약수는 1, 3, 9, 27, 29, 87, 261, 783이다. 진약수의 합은 417이므로, 783은 부족수다.
- 18번째 칠각수다. 앞의 칠각수는 697, 다음은 874다.
- {\displaystyle 783=27\times 29}
  - 연속하는 두 홀수의 곱으로 나타낼 수 있으며, 이 성질을 지닌 앞의 수는 675, 다음 수는 899다.
- {\displaystyle 783=2^{3}+3^{3}+4^{3}+5^{3}+6^{3}+7^{3}}
  - 연속하는 자연수 6개의 세제곱합으로 나타낼 수 있으며, 이 성질을 지닌 앞의 수는 441, 다음 수는 1287이다.
- {\displaystyle 783=28^{2}-1}
- {\displaystyle 28^{4}-1}은 783으로 나누어떨어진다.

## 과학
- NGC 783: 삼각형자리 방향에 있는 나선은하.
- 783 노라(영어판): 소행성.

## 교통

### 항공
- 영국해외항공 783편 추락 사고(영어판)

### 철도
- 큐슈여객철도 783계 전동차(일본어판)

### 도로
- 현도 제783호선

## 군사
- 783 해군 항공대(영어판): 과거 존재한 영국의 해군 항공대.

## 문화유산
- 대한민국의 보물 제783호: 김시필 동자견려도

## 기타
- 연도: 783년, 기원전 783년